# Trataka

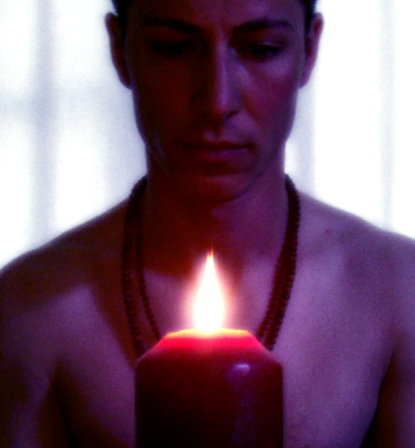
Fixation visuelle sur la flamme d'une bougie

Trāṭaka (en sanskrit IAST ; devanāgarī : त्राटक] ; « concentration oculaire ») est un exercice yogique de fixation visuelle (d'un objet, d'une flamme, d'un point).
Ce terme est à rapprocher de ekāgratā, en tant que facteur de concentration (dhāraṇa).

## Différentes utilisations
En kriyā yoga, trāṭaka cherche à éveiller le sixième chakra, ājñā, par la fixation de la flamme d'une bougie fixement posée, à hauteur des yeux et à environ cinquante centimètres du visage. Pour les débutants, il est bon de signaler qu'il existe de nombreuses pratiques de kriyā yoga, mais qu'elles doivent toutes être exécutées sous l'égide d'un professeur reconnu.
Précisément, le trāṭaka est la concentration de la pensée dans sa forme ou ākāshique, de la pensée sans "pensées", sur quelque chose : une surface ou un volume. Il est effectif quand le tourbillon des pensées a cessé. Il permet une connaissance, non plus discursive, mais directe de la chose observée. L'ékāgratā, quant à lui, est la concentration de cette même pensée sur un point[réf. nécessaire].

## Sources
- Swami Satyananda Saraswati, Kundalini Tantra, publié en France chez éditions Swam, édition de 2005,  (ISBN 9782950338976).
- Yoga de l’Énergie, Trente leçons sur la concentration, Roger Clerc (Collection l'Homme Profond, éd. Cariscript. Paris)
- Fernand Schwarz, Se concentrer pour mieux vivre le présent, Revue Acropolis, 2007 (lire en ligne)